# Eddama
El Dama ou Ed'Dama (en arabe : الدّامّة) est une série télévisée algérienne réalisée par Mouzahem Yahia, écrite par Sara Berretima  et produite par l'EPTV. Elle a été diffusée pour la première fois sur la chaîne publique TV1 en 2023.
La série a connu un succès retentissant, avec plus de 150 millions de vues sur Youtube pour les 25 épisodes réalisés.

## Synopsis
La série se déroule dans un vieux quartier populaire de la capitale Alger, Bab El Oued, et tourne autour d'une mère qui élève ses enfants en essayant de les soustraire au phénomène de la drogue. La série, qui se déroule sur deux périodes proches en temps (2010 et 2019, mais avec des événements différents), traite des problèmes des femmes et des enfants. En 26 épisodes de 40 minutes chacun, la série aborde le sujet de la drogue.

## Casting
- Rym Takoucht : Hourya
- Mustapha Laribi : 3alam
- Abdelkrim Derradji: Réda
- Aida Ababsa : Saliha
- Hanaa Mansour : Zakia
- Biyouna
- Boualem Bennani
- Souha Oualha
- Hacène Benzerari
- Mourad Khan
- Amar Guermoud
- Redouane Merabet
- Abdelkrim Beriber
- Ines Izri
- Maissa Belaroussi : Razika

## Tournage
Edamma a été tournée principalement dans le quartier populaire de Bab El Oued à Alger.

## Aperçu de la série
| Épisodes | Chaîne TV | Diffusé à l'origine | Diffusé à l'origine |
| Épisodes | Chaîne TV | Première            | Final               |
| -------- | --------- | ------------------- | ------------------- |
| 25       | TV1       | 23 mars 2023        | 16 avril 2023       |

## Polémique
L'Autorité de régulation de l'audiovisuel (ARAV) a envoyé une lettre à la télévision publique pour demander des explications concernant une scène du feuilleton. Cette scène montre un mur au marché de Bab El Oued sur lequel figure un acronyme suspecté d'être celui du MAK (Mouvement pour l’autonomie de la Kabylie) et qui a été classée, par les autorités algériennes, comme organisation terroriste, mais s'avère être un acronyme turc. L’Association des oulémas musulmans algériens dénonce dans un communiqué rendu public la mauvaise image du quartier reflétée par la série .

## Générique
La chanson du générique de la série (منسي) est interprétée par Billel litim. Le clip officiel de la série a été tourné dans les tunnels et couloirs souterrains du front de mer d’Alger, en présence des principaux acteurs de la série.